# Svalbarð
Svalbarð (is. Svalbarðshreppur) è un comune islandese della regione di Norðurland eystra.